# Закон RICO
Закон RICO (англ. The Racketeer Influenced and Corrupt Organizations Act, «RICO Act» или «RICO» — «Закон о коррумпированных и находящихся под влиянием рэкетиров организациях») — закон США, принятый 15 октября 1970 года для борьбы с организованной преступностью. Он устанавливает более строгую самостоятельную ответственность за легализацию незаконно заработанных средств.
Разработан с целью преследования не отдельных лиц, а организаций, которыми могут выступать как юридические лица (в том числе частные, общественные, государственные), так и любая группа фактически объединённых людей. Наказания, предусмотренные этим законом, намного строже, чем за отдельные предикатные (предшествующие) преступления, что помогает прокурорам применять судебные соглашения, целью которых является осуждение виновного за менее серьезные преступления в обмен на сотрудничество и показания против руководителей преступных организаций.
Результатом применения закона RICO было заключение руководителей американской мафии и ликвидация деятельности целых «семей» (ОПГ): положения омерты, согласно которым мафиози не должен был никогда признавать существование мафии, стали откровенно бессмысленными. До 1990 года тысячи основных действующих лиц организованных преступных группировок и их помощников были осуждены на длительные сроки заключения, в том числе члены пяти самых влиятельных «семей» Нью-Йорка, а также члены мафии в Бостоне, Кливленде, Канзас-Сити, Питтсбурге и других городах.
Авторы закона — учёный Джордж Роберт Блэки  и сенатор Джон Литтл Макклеллэн. Ричард Никсон подписал его. 